# Route nationale 1 (Cameroun)
Pour les articles homonymes, voir Route nationale 1.
La route nationale 1 est une route camerounaise reliant Yaoundé à Kousséri en passant par Obala, Bertoua, Garoua-Boulaï, Ngaoundéré, Garoua, Maroua et Mora. Sa longueur est de 1 385 km,. Elle est actuellement en mauvais état sur les tronçons Ngaoundere - Garoua et Maroua - Kousseri.

Transport de marchandises entre Maroua et Garoua.
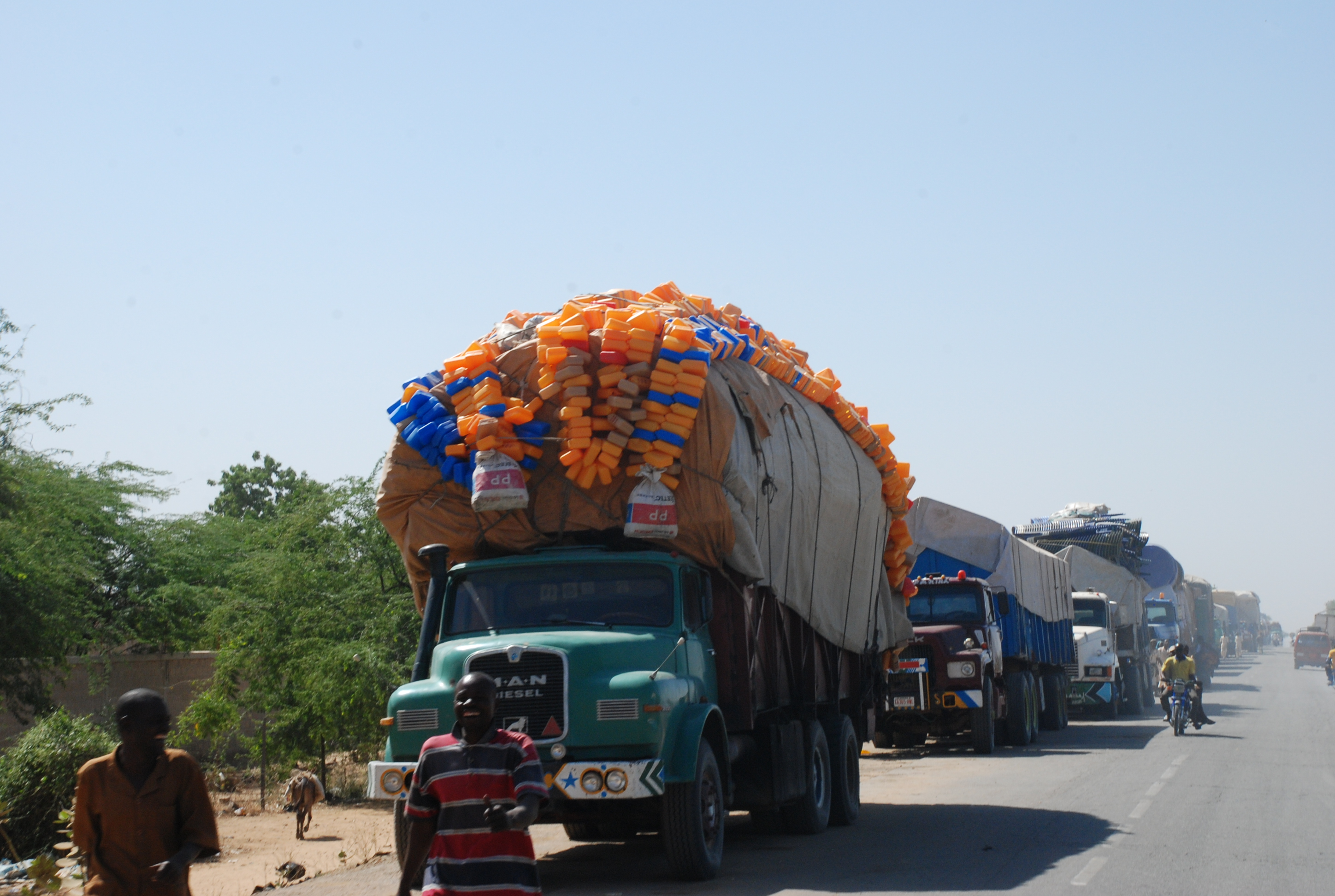
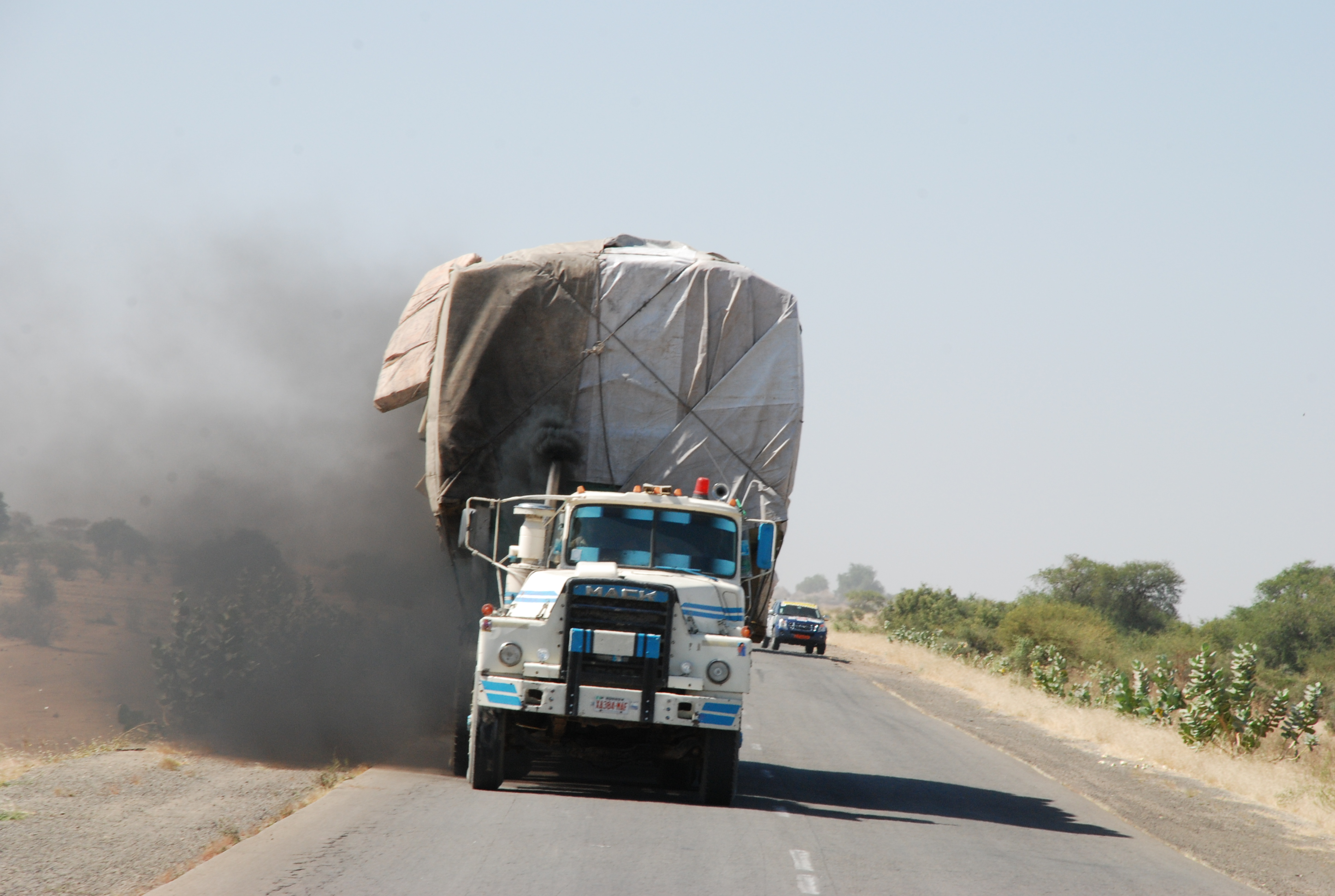
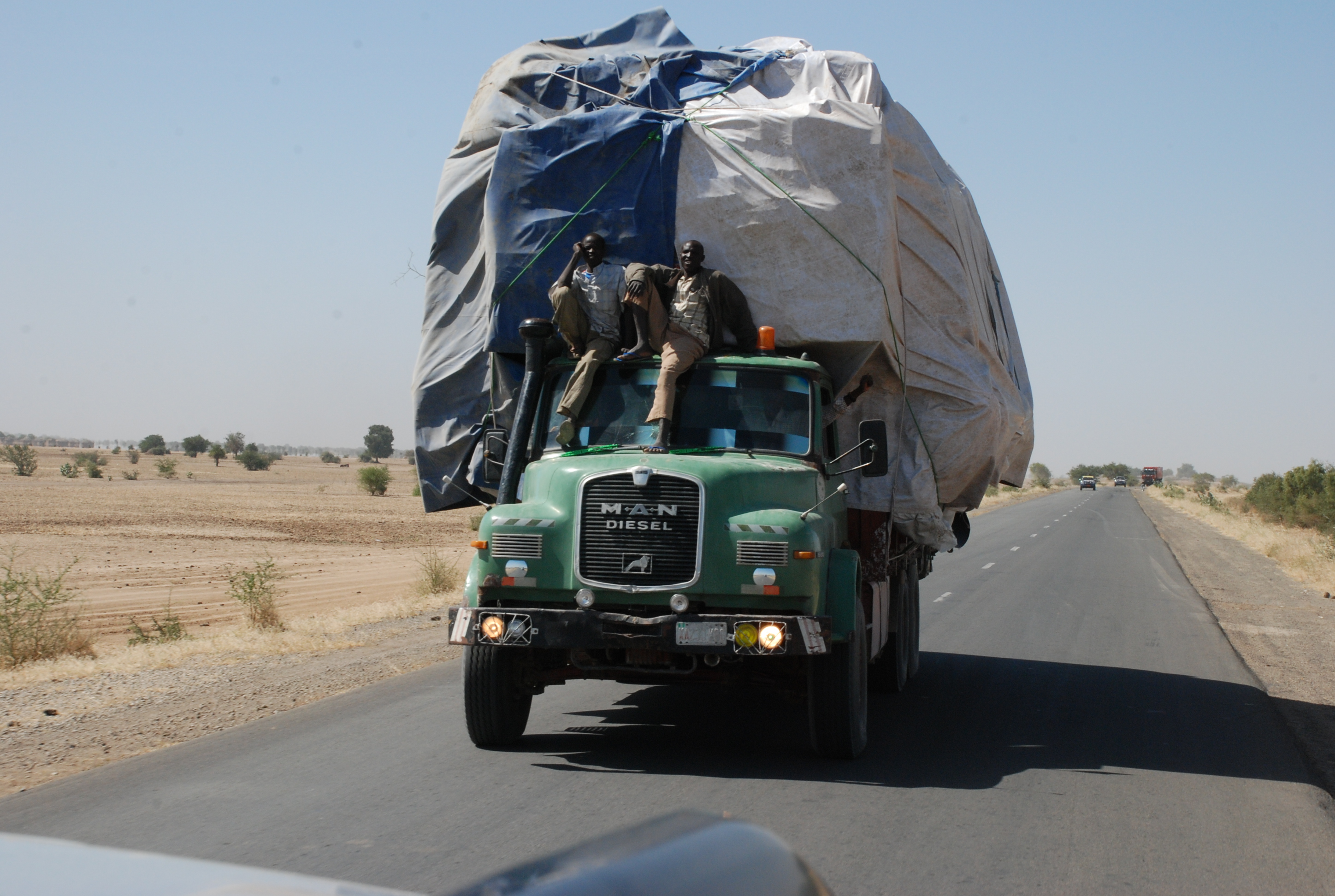
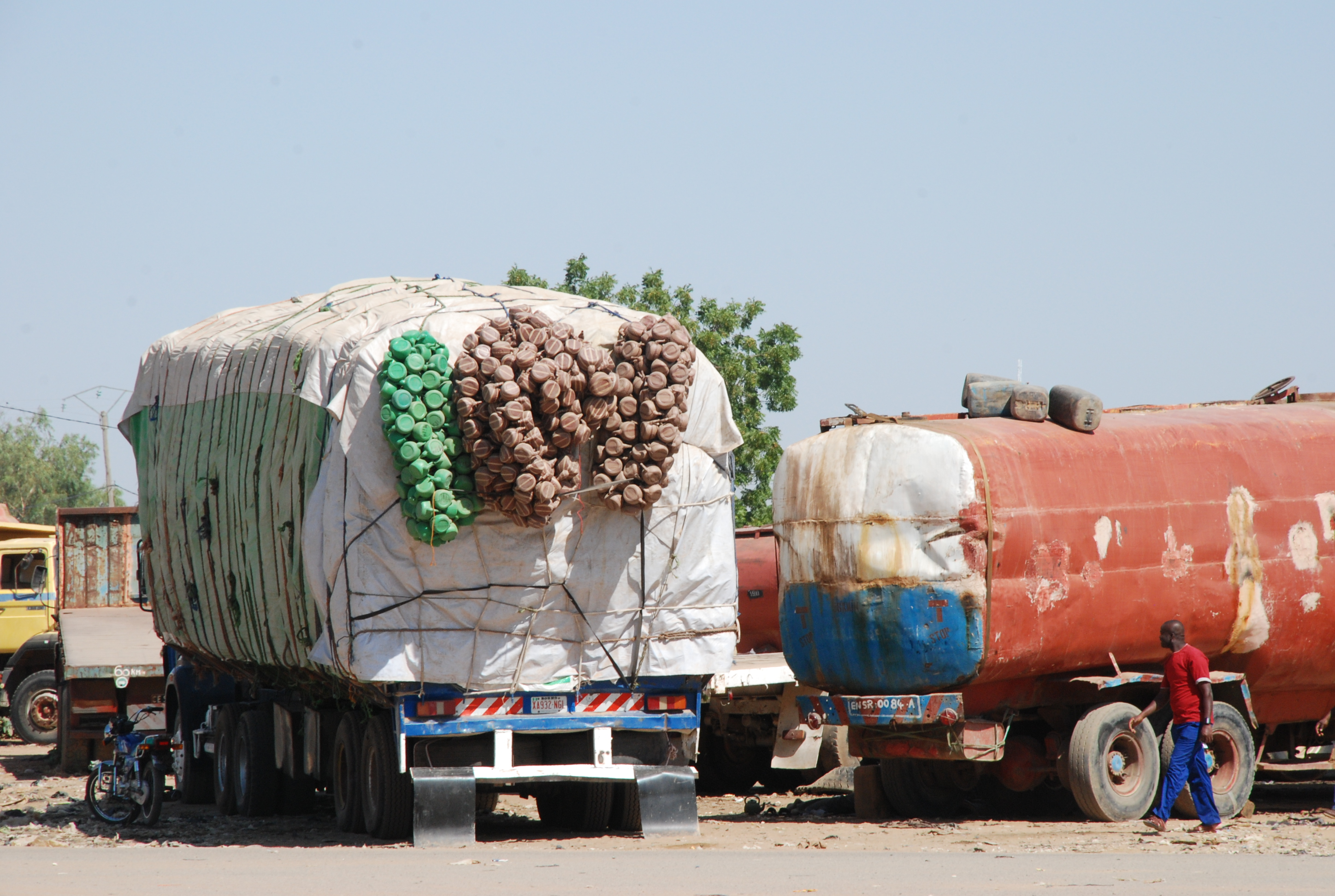